# ニッポンものづくり探訪
『ニッポンものづくり探訪』（ニッポンものづくりたんほう）は、スカパー!4K総合で2017年3月25日から2018年2月24日まで毎月最終土曜日22:00 - 22:30、BSスカパー!で2017年6月3日から2018年3月3日まで毎月第1土曜日9:00 - 9:30で放送されていた、ドキュメンタリー番組である。ナビゲーターは、安田顕。

## 概要
ニッポンの技術力が光る「ものづくり」の裏側に密着し、ものづくりの工程を放送しているドキュメンタリー番組。ナビゲーターとして、俳優の安田顕がナレーションを担当した。

## 出演
- ナビゲーター：安田顕（TEAM NACS）

## 放送リスト
- #1 「西陣織」
- #2 「魔法のフライパン」
- #3 「甲冑」
- #4 「薩摩切子」
- #5 「鯖江メガネ」 - この回では安田が実際に現地を訪ねた[5]。
- #6 「世界水準の理美容バサミ」
- #7 「ランドセル」
- #8 「椅子」
- #9 「帆布バッグ」
- #10「下駄」
- #11「錫器」
- #12「線香花火」

放送日時
- スカパー!4K総合
  - #1：2017年3月25日（土）22時～22時30分
  - #2：2017年4月29日（土）同上
  - #3：2017年5月27日（土）同上
  - #4：2017年6月24日（土）同上
    - 以降、毎月最終土曜日 同上時間帯
- BSスカパー! 
  - #1：2017年6月 3日（土）9時～9時30分
  - #2：2017年6月10日（土）同上
  - #3：2017年6月17日（土）同上
  - #4：2017年7月 1日（土）同上
    - 以降、毎月第1土曜日 同上時間帯